# Hochschule der Künste Bern
Die Hochschule der Künste Bern (HKB) ist eine internationale Kunsthochschule in der Schweiz mit Standorten in Bern und Biel/Bienne. Sie entstand 2003 aus dem Zusammenschluss der Hochschule für Musik und Theater und der Hochschule für Gestaltung, Kunst und Konservierung (HGKK). Die Bildungs-, Forschungs- und Weiterbildungseinrichtung HKB ist eines von acht Departementen der Berner Fachhochschule (BFH).
Die HKB ist an insgesamt neun Standorten in Bern und Biel tätig.

## Geschichte
Im Jahr 1999 entstand die Hochschule für Musik und Theater in Bern und Biel aus den Berufsabteilungen der Swiss Jazz School, des Konservatoriums für Musik und Theater Bern sowie des Konservatoriums Biel. Ebenso wurde die Hochschule für Gestaltung, Kunst und Konservierung aus verschiedenen Vorgängerschulen gebildet.
Die HKB wurde 2003 als erste schweizerische Kunsthochschule durch den Zusammenschluss der Hochschule für Musik und Theater und der Hochschule für Gestaltung, Kunst und Konservierung gegründet. Im Jahr 2006 wurde in Biel das Schweizerische Literaturinstitut als Fachbereich der HKB eröffnet.

## Fachbereiche

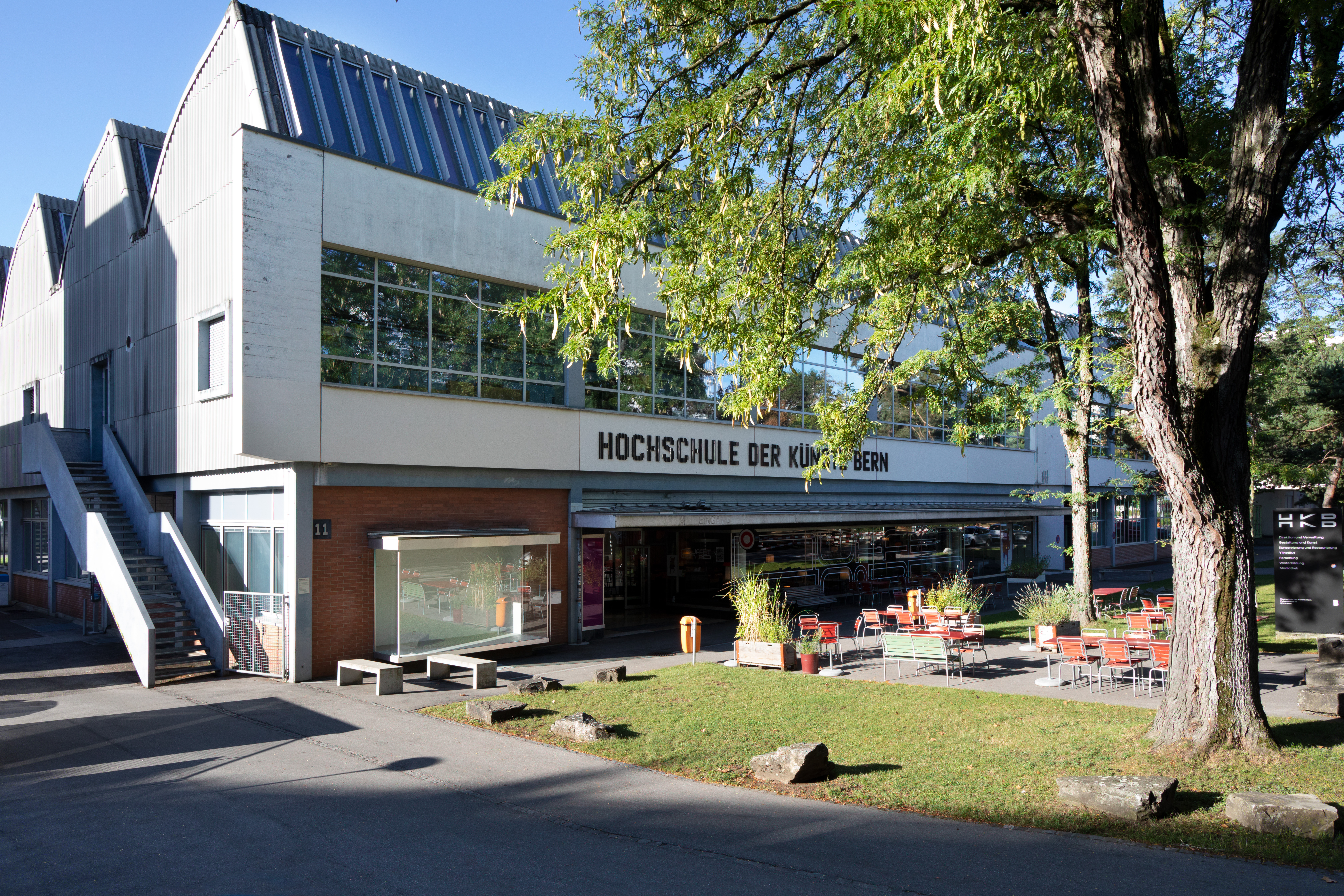
Campus Fellerstrasse (Bern)

Die HKB bietet international anerkannte Bachelor- und Master-Studiengänge in den Fachbereichen Musik, Gestaltung und Kunst, Konservierung und Restaurierung, Theater sowie Literarisches Schreiben an. Das Y-Institut (Institut für Transdisziplinarität) fungiert als Schnittstelle von Kunst und Wissenschaft und ist für den Austausch zwischen einzelnen Disziplinen in und über die HKB hinaus verantwortlich. Es bietet mit dem Master of Arts in Contemporary Arts Practice (CAP) einen eigenen Master-Studiengang an.
Der Fachbereich Musik umfasst die Studiengänge Klassik, Jazz, Oper, Rhythmik und Sound Arts sowie Musikvermittlung mit dem Weiterbildungsschwerpunkt Musikpädagogik.
Im Fachbereich Gestaltung und Kunst werden die Bachelorstudiengänge Fine Arts, Vermittlung in Kunst und Design, Visuelle Kommunikation sowie Multimedia Production sowie die Masterstudiengänge Design, Art Education und Multimedia Communication & Publishing angeboten.
Der Fachbereich Konservierung und Restaurierung (KuR) setzt sich aus den beiden aufeinander folgenden Studiengängen BA Konservierung und MA Conservation-Restoration zusammen. Innerhalb dieser beiden Studiengänge gibt es die vier Vertiefungsrichtungen: Architektur und Ausstattung (AA), Graphik Schriftgut und Photographie (GSP), Gemälde und Skulptur (GuS) sowie Moderne Materialien und Medien (MMM). Zudem verfügt die KuR über ein  Kunsttechnologisches Labor. Gemeinsam mit der Abegg-Stiftung, der Haute Ecole Arc Conservation-restauration (HE-Arc CR) und der Scuola universitaria professionale della Svizzera italiana (SUPSI) ist dieser Fachbereich Teil des Conservation-Restoration Campus (Swiss CRC).
Der Fachbereich Theater bietet eine Grund- und Masterausbildung für schauspielerische Arbeit im Theater oder in Theater-nahen Formaten. Im Zuge der Bologna-Reform wurde die vierjährige Diplomausbildung in ein zweistufiges Studium umgewandelt, gegliedert in Bachelor- und Master-Studiengänge.
Das Schweizerische Literaturinstitut in Biel wurde 2006 als Fachbereich gegründet und ermöglicht Studierenden den Bachelorstudiengang Literarisches Schreiben zu absolvieren, wahlweise komplett auf Deutsch oder auf Französisch im zweisprachig organisierten Institut.

## Forschung und Dienstleistungen
Die praxisnahe Forschung an der HKB verknüpft Ansätze aus Kunst und Wissenschaft. Transdisziplinäre Teams forschen in den vier Instituten (Interpretation, Materialität in Kunst und Kultur, Praktiken und Theorien der Künste, Design Research) über die Bereiche der Künste sowie der Geistes-, Sozial- und Naturwissenschaften.
Die Finanzierung der Forschung erfolgt durch Drittmittel nationaler Förderinstitutionen wie dem Schweizerischen Nationalfonds (SNF), Innosuisse und dem Staatssekretariat für Bildung, Forschung und Innovation (SBFI). Zusätzliche Fördermittel stammen von öffentlichen Einrichtungen, der Privatwirtschaft, verschiedenen Stiftungen und der BFH. Etwa 140 Dozierende, wissenschaftlich-künstlerische Mitarbeitende und Assistierende sind an der HKB in der Forschung tätig. Das oberste Forschungsorgan ist der HKB-Forschungsrat, welcher für die strategische Ausrichtung verantwortlich ist.

### Institute
Das Institut Interpretation erforscht im Forschungsfeld Aufführung und Interpretation Musik und Theater vom 18. bis zum 21. Jahrhundert. Weitere Forschungsbereiche umfassen Musikinstrumente, Musiktheorie sowie Pop und Jazz im Kontext. Das Institut Materialität in Kunst und Kultur beschäftigt sich mit der Analyse, der Interpretation und dem Erhalt von Kunst und Kulturgütern, mit dem Ziel, neue Anwendungen zu entwickeln.
Das Institut Praktiken und Theorien der Künste erarbeitet Strategien und Perspektiven für die Erforschung und Entwicklung der Kunstvermittlung, während sich das Institute of Design Research mit Praktiken des Kommunikationsdesigns befasst.
Zusammen mit der Philosophisch-historischen Fakultät der Universität Bern betreibt die HKB das Doktoratsprogramm Studies in the Arts (Sinta), welches gemeinsam betreute Dissertationen ermöglicht.
Die Kult-Studierendenagentur vermittelt Studierende der Hochschule an verschiedene Produktionen aus den Bereichen Musik und Schauspiel.

## Weiterbildung
Die Weiterbildungsangebote der HKB sind interdisziplinär gestaltet und beruhen auf Erkenntnissen der künstlerischen Forschung. Für den Abschluss des Master of Advanced Studies (MAS), der berufsbegleitend absolviert wird und mindestens vier Semester dauert, wird ein Hochschulabschluss und mehrjährige Berufserfahrung vorausgesetzt. Das Certificate of Advanced Studies (CAS) und das Diploma of Advanced Studies (DAS) erfordern einen ebenfalls einen Hochschulabschluss sowie Berufserfahrung. Ein Zertifikatslehrgang hat eine Dauer von ein bis zwei Semester mit zehn bis 15 ECTS-Credits.

## Bekannte Absolventen
Die HKB oder ihre Vorgängerinstitutionen wie die Hochschule für Gestaltung, Kunst und Konservierung (HGKK), das Konservatorium Bern und die Hochschule für Musik und Theater (HMT) Bern haben viele bekannte Gestalter und Künstler ausgebildet. Einige haben sich dem Medium Theater oder Film in anderer Weise verschrieben, zum Beispiel als Autor oder Regisseur.

### Dozierende (Auswahl)
- Tommy Vercetti
- Lukas Bärfuss
- Thomas Strässle
- Birgit Kempker
- Ruth Schweikert
- Julia Weber
- Rolf Hermann
- Gianna Molinari
- Andi Schoon
- Martina Clavadetscher
- Lola Arias

### Schule für Gestaltung Bern/Biel (1971–2003)
- M. S. Bastian
- Stefan Haenni
- Walter Kretz
- Claude Sandoz
- Jonas Scheidegger
- Lorenz Spring
- Volker Schaible
- Ulrich Schießl
- Albrecht Schnider
- Martin Thönen
- Rudolf Mumprecht

### Konservatorium Bern (1965–1990)
- Patricia Kopatchinskaja
- Tobias Bonn
- Thomas Engel
- Linda Geiser
- Max Gertsch
- Judith Keller
- Marc Kilchenmann
- Stefan Kurt
- Benjamin Morik
- Lorenz Lotmar
- Christoph Marti
- Maria Riccarda Wesseling
- Maximilian Schell
- Peter Schell
- Martin Schenkel
- Charlotte Schwab
- Lukas Bangerter
- Yangzom Brauen
- Jürg Hanselmann
- Wolfram Heberle
- Simone Henn
- Stefanie Japp
- Robert Levin
- Meret Matter
- Lilian Naef
- Michael Neuenschwander
- Bettina Stucky
- Michael Thalheimer
- Theresia Walser
- Crescentia Dünßer
- Peter Jecklin
- Kaspar Zehnder

### Hochschule der Künste Bern (seit 2003)
- Martin Schick
- Florian Anderer
- Tomas Flachs Nóbrega
- Sebastian Fischer
- Ana Roldán
- David Tobias Schneider
- Elina Duni
- Reto Stalder
- Dennis Schwabenland
- Pamela Rosenkranz
- Christian Barthen
- Marlen Reusser

### Schweizerisches Literaturinstitut (seit 2006)
- Katja Brunner
- Arno Camenisch
- Dorothee Elmiger
- Michael Fehr
- Simon Froehling
- Kim de l’Horizon
- Daniela Janjic
- Noëmi Lerch
- Daniel Mezger
- Gianna Molinari
- Matthias Nawrat
- Elisa Shua Dusapin
- Michelle Steinbeck
- Julia Weber

## Sonstiges
Die redaktionell unabhängig geführte HKB-Zeitung ist eine Kulturzeitschrift, die viermal im Jahr erscheint. Die Zeitschrift beschäftigt sich dabei mit aktuellen Themenschwerpunkten und dem Leben an der Hochschule der Künste Bern.